# Hilfe, ich bin Millionär
Hilfe, ich bin Millionär (Originaltitel Brewster’s Millions) ist eine US-amerikanische Filmkomödie aus dem Jahre 1945 von Allan Dwan mit Dennis O’Keefe und Helen Walker in den Hauptrollen. Der Film basiert auf dem Roman Brewster’s Millions (1902) von George Barr McCutcheon.

## Handlung
Montague L. Brewster kehrt nach der Ableistung seines Militärdienstes im Zweiten Weltkrieg in Europa ins heimatliche New York zurück, um seine Braut Peggy Gray zu heiraten. Als er davon erfährt, dass er von einem verstorbenen Onkel möglicherweise acht Millionen Dollar erben soll, verschiebt Brewster erst einmal die anstehende Hochzeit. Die Sache hat nämlich einen kleinen Haken. Brewster erhält den warmen Geldregen erst, wenn er es schafft, binnen zwei Monaten, also bis zu seinem 30. Geburtstag, eine Million davon auszugeben. Er darf das Geld jedoch nicht investieren, etwa um noch reicher zu werden. Die Idee dahinter: Der Onkel hoffte, dass sein Neffe eines Tages die Nase voll davon habe, immer nur sinnlos Geld auszugeben, sodass wenigstens die verbleibenden sieben Millionen vor dem Verprassen geschützt sein würden. Brewster ist von diesen Neuigkeiten zunächst nicht sonderlich begeistert, zumal die Bedingungen ihm verbieten, irgendjemandem von den Umständen seines Geldsegens zu erzählen. Dennoch sieht er auch die Chancen hinter dem Angebot, und so lässt er sich auf die Erbschaftsbedingungen ein.
Rasch gründet er eine eigene Firma mit Namen Brewster & Company, die sich mit Investments jeder Art befassen soll. Da Brewster meint, davon keine Ahnung zu haben, ist er sich absolut sicher, dass er die zu investierende Million rasch verschleudern wird. Um ganz sicher zu gehen, heuert er zwei weitere Finanznieten an, seine Kriegskumpel Hacky Smith und Noppy Harrison, die er für die perfekten Fehlbesetzungen hält, und macht sie zu Vizepräsidenten seiner neu gegründeten Firma. Brewster kommt aus dem Staunen nicht heraus, denn so sehr er sich auch anstrengt, all seine Pläne, mit der eigenen Firma Geld zu verlieren scheitern, denn Brewsters Investitionen erweisen sich durchgehend als profitabel. Während Peggy, die als Sekretärin eingestellt wurde, das Glück kaum fassen kann, wird Brewster immer mieser gelaunt. Um das Geld doch noch zu verlieren, lässt sich Brewster auf allerlei Eskapaden ein, die Peggy einerseits verschrecken, Hacky und Noppy andererseits augenblicklich zu konterkarieren versuchen. Wie kann Montagues Gattin in spe denn auch ahnen, dass Brewsters Anbändeln mit der Gesellschaftslöwin Barbara Drew und mit dem Showgirl Trixie Summers lediglich der hemmungslosen Geldausgabe dient? Peggy wird zunehmend eifersüchtig, und Brewsters Kumpel versuchen krampfhaft, dessen Geld zusammenzuhalten, indem sie fortan all seine „verrückten“ Pläne zu durchkreuzen versuchen.
Peggy, die die Eskapaden ihren Verlobten weder verstehen kann noch länger auszuhalten gewillt ist, trennt sich vorübergehend von Montague. Doch ihre Mutter überredet sie, mit Brewster auf eine kostspielige Kreuzfahrt zu gehen, auf die Brewster auch die gesamte Besetzung eines fehlgeschlagenen Theaterstücks – eine seiner weiteren haarsträubenden Investitionen – mitnehmen will. Doch Montagues Plan, schnellstmöglich Geld zu verlieren, will einfach nicht aufgehen. Hack und Noppy haben als Vizepräsidenten alle Hände voll zu tun, alles rückgängig zu achten, was ihr offensichtlich verrückt gewordener Freund und Chef anzettelt. Die für die Kreuzfahrt gecharterte Yacht beispielsweise wird kurzerhand zur Rückkehr nach New York veranlasst. Eine verloren gegangene U-Boot-Seemine verhindert jedoch die Rückführung des luxuriösen, angeschlagenen Schiffes. Da kommt es Brewster gerade recht, dass ihm ein die Seeroute kreuzender brasilianischer Frachter anbietet, ihn bis in einen Hafen Floridas abzuschleppen, was die stolze Summe von 450.000 $ kosten würde. Nach all den Kosten für diese verunglückte Kreuzfahrt hätte Brewster nun endlich die eine Million Dollar Ausgaben zusammen.
Wieder daheim in New York glaubt Brewster sich dem Ziel der Sieben-Millionen-Erbschaft so nah wie nie zuvor, da überbringen ihm Hacky und Noppy die „frohe“ Botschaft, dass sie von all seinen verrückten Ausgaben 40.012 $ wiedererlangen konnten. Brewster glaubt, ihn trifft der Schlag, denn Punkt 12 Uhr mittags muss das Geld verbraucht sein. Ihm bleiben nur noch wenige Stunden, da fällt ihm ein, dass er die Gebühr des Testamentsvollstreckers noch nicht bezahlt hat. Mit dieser Summe plus zwei weiteren kleinen Schuldbeträgen, die er sofort begleicht, hat Brewster fristgerecht eine Million Dollar verpulvert. Er streicht die verbliebenen sieben Millionen ein und nimmt Peggy an der Hand, um sich so rasch wie möglich mit ihr trauen zu lassen. Montague L. Brewster will gerade das Gebäude verlassen, da trifft er auf einen fliegenden Händler, der ihm etwas verkaufen will, das zwei Cents mehr als in einem Laden kostet. Von den Erfahrungen der vergangenen zwei Monate geprägt, wirft Brewster den armen Mann kurzerhand aus dem Haus.

## Produktionsnotizen
Hilfe, ich bin Millionär entstand in der Spätphase des Zweiten Weltkriegs, nämlich zwischen dem 7. August und Mitte September 1944 und wurde am 7. April 1945 uraufgeführt. Die deutsche Erstaufführung fand am 19. Januar 1984 im Dritten Programm des WDR-Fernsehens statt.
Der musikalische Leiter Louis Forbes wurde, anders als der als Komponist nicht genannte Hugo Friedhofer, für seine Arbeit mit einer Oscar-Nominierung bedacht.
Joseph Sternad schuf die Filmbauten, Odette Myrtil die Kostüme.

## Wissenswertes
Brewster’s Millions ist ein beliebter Filmstoff und wurde mehrere Male auf die Leinwand gebracht, darunter (Auswahl):
- 1914 von Cecil B. DeMille
- 1921 von Joseph Henabery
- 1926 von Clarence G. Badger (als Miss Brewster’s Millions)
- 1935 von Thornton Freeland
- 1961 von Sidney J. Furie (als Three on a Spree)
- 1984 von Walter Hill

## Synchronisation
Nachstehende Synchronisation ist von 1983.
| Rolle                | Darsteller                 | Synchronsprecher   |
| -------------------- | -------------------------- | ------------------ |
| Montague L. Brewster | Dennis O’Keefe             | Eckart Dux         |
| Peggy Gay            | Helen Walker               | Monica Bielenstein |
| Trixie Summers       | June Havoc                 | Anita Kupsch       |
| Diener Jackson       | Eddie "Rochester" Anderson | Helmut Krauss      |
| Barbara Drew         | Gail Patrick               | Barbara Adolph     |
| Hacky Smith          | Joe Sawyer                 | Klaus Sonnenschein |

## Kritiken
Der Movie & Video Guide nannte die Komödie eine „leuchtende, energiegeladene Verfilmung“.
Halliwell’s Film Guide konstatierte knapp: „Kompetentes amerikanisches Remake.“
Im Lexikon des Internationalen Films heißt es: „Eine turbulente, hektische Komödie, eher albern als witzig, mit nur wenigen originellen Einfällen.“